# Laura Riding
Laura Riding Jackson, nata Laura Reichenthal (New York, 16 gennaio 1901 – 2 settembre 1991) è stata una scrittrice, poetessa, critica letteraria e saggista statunitense.

## Biografia
Laura Reichtenthal nacque a New York nel 1901, figlia dell'immigrato ebreo-galiziano Nathaniel Reichenthal e di Sadie Endersheim. Studiò all'Università Cornell, dove conobbe lo storico Louis R. Gottschalk, che sposò nel 1920. Cominciò a scrivere poesie nei primi anni 1920, unendosi al movimento letterario dei Fuggiaschi. Dopo il divorzio nel 1925, si trasferì in Inghilterra su invito di Robert Graves e rimase in Europa per i quattordici anni successivi.
La sua prima raccolta di poesia, The Close Chaplet, fu pubblicata nel 1926, quando viveva un intenso ménage à trois che coinvolgeva Graves e la moglie Nancy Nicholson e che, nel 1929, si estese fino a coinvolgere anche il poeta irlandese Geoffrey Phibbs. Il rapporto tra i quattro terminò nello stesso anno, quando Riding tentò il suicidio gettandosi da una finestra. Il gesto pose fine al ménage à quattre e Riding e Graves si trasferirono insieme a Maiorca, dove vissero fino allo scoppio della Guerra Civile nel 1936. Successivamenta la coppia si trasferì in Francia, Inghilterra, Svizzera e infine negli Stati Uniti. I critici attribuiscono molto importanza all'influenza di Riding su Graves, specialmente nella stesura dei suo capolavori, Addio a tutto questo e La Dea Bianca. La stessa Riding firmò numerose poesie, romanzi e saggi critici nel periodo della loro relazione. I due si separarono nel 1939 e nel 1941 si risposò con Schuyler B. Jackson.
Dopo il matrimonio si ritirò dai circoli letterari e smise di scrivere poesia, per poi tornare a dedicarvisi una ventina di anni dopo, con un rinnovato interesse nell'uso della lingua nato dalla collaborazione con il marito nella stesura di un dizionario (pubblicato postumo nel 1997). Nel 1991 ricevette il Premio Bollingen per la poesia e pochi mesi più tardi morì all'età di 90 anni per un arresto cardiaco.